# Pteranodon ingens
Pteranodon ingens (лат.) — вид птерозавров рода птеранодонов, живших во времена позднемеловой эпохи (85,8—70,6 млн лет назад) на территории современных США.

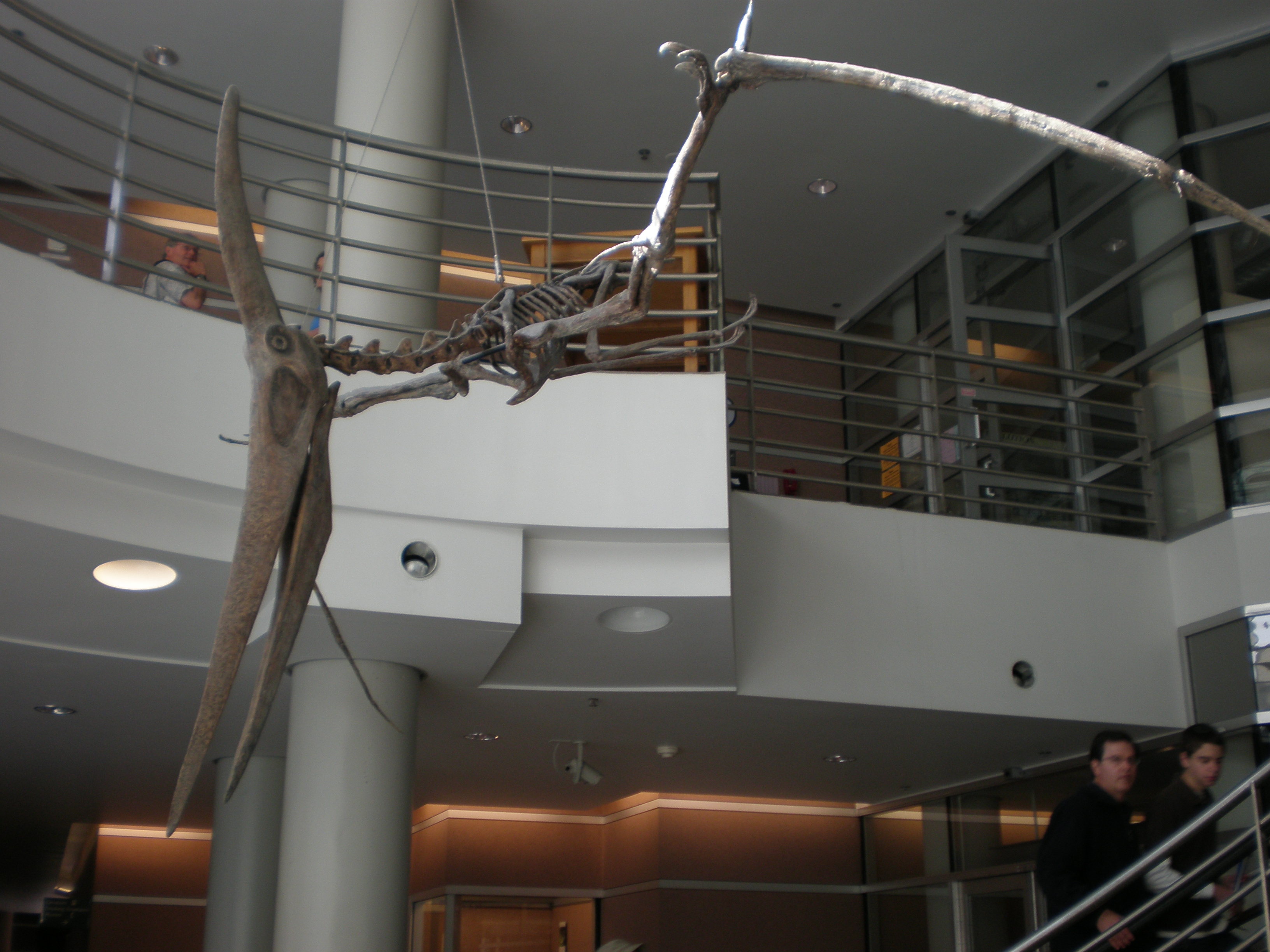
Реконструкция скелета Pteranodon ingens

## Описание и палеоэкология
Длина тела ориентировочно составляла до 4 м, размах крыльев — от 7 до 10 м.
Обитал на побережьях рек, озёр и морей. Питался преимущественно рыбой, хотя часто употреблял в пищу мелких рептилий, земноводных и млекопитающих. Не брезговал и яйцами птиц, гнездившихся на побережных скалах. Возможно мигрировал, как современные альбатросы, взлетая на восходящих потоках воздуха. Также были найдены окаменелости с останками рыб под нижней челюстью, что косвенно подтверждает наличие у этого вида птеранодона горлового мешка, подобно пеликанам.

## История исследований
Вид описан в 1872 году Отниелом Чарлзом Маршем как вид птеродактилей Pterodactylus ingens, им же в 1876 году перенесён в род птеранодонов. В 1893 году Уиллистон синонимизировал род  Pteranodon с родом Ornithostoma, но уже в 1903 году отказался от такого подхода и комбинация Pteranodon ingens вновь стала валидной.
В 1994 году Bennett при систематизации рода птеранодонов высказал мнение, что ископаемых остатков недостаточно и вид следует признать nomen dubium.